# Dioon
Dioon  — рід голонасінних рослин родини замієві (Zamiaceae). Dioon датується юрським періодом або, можливо, раніше. Види Dioon були описані з еоцену острова Купреянова, Аляска. Через листоподібний характер спорофілів, було висловлено припущення, що Dioon найпримітивніший рід саговникоподібних, гарантуючи розміщення в окрему родину. ДНК-аналіз хлоропластів передбачає, що Dioon найпримітивніший рід з американських саговникоподібних.
Етимологія: грец. δι — «два» і грец. ώόν — «яйце», бо насіння росте парами.

## Опис
Стовбур як правило нерозгалужений. Як правило, це рослини 3–6 метрів у висоту. Листки, як правило, численні й широкі, жорсткі. Шишки, порівняно великі, поодинокі. 2n = 18.
Dioon spinulosum виростає до висоти 16 м і діаметром 40 см. Вид також має одні з найбільших жіночих шишок відомих серед саговникоподібних, досягаючи 80 см в довжину і 30 см в діаметрі.

## Поширення
Мексика і Центральна Америка, Південне Нікарагуа. Місця проживання включають вічнозелені й напів-вічнозелені вологі тропічні ліси, тропічні листяні ліси, сосново-дубові ліси; і сухі, кам'янисті схили, ущелини і прибережні дюни. Велика частина ареалу роду була втрачена через сільське господарство і житлове будівництво. Сьогодні, види Dioon знаходяться в основному в непорушених місцях проживання, обмежені ярами і крутими, скелястими районами на схилах пагорбів, які вважається непридатними або недоступними для сільського господарства або лісопиляння.

## Види
1. Dioon angustifolium Miq.
2. Dioon argenteum T.J.Greg., Chemnick, Salas-Mor. & Vovides
3. Dioon califanoi De Luca & Sabato
4. Dioon caputoi De Luca, Sabato & Vázq.Torres
5. Dioon edule Lindl.
6. Dioon holmgrenii De Luca, Sabato & Vázq.Torres
7. Dioon mejiae Standl. & L.O.Williams (syn. Dioon pectinatum)
8. Dioon merolae De Luca, Sabato & Vázq.Torres
9. Dioon oaxacensis Gut.Ortega, Pérez-Farr. & Vovides
10. Dioon planifolium Salas-Mor., Chemnick & T.J.Greg.
11. Dioon purpusii Rose
12. Dioon rzedowskii De Luca, A.Moretti, Sabato & Vázq.Torres
13. Dioon salas-moralesiae Gut.Ortega & Pérez-Farr.
14. Dioon sonorense (De Luca, Sabato & Vázq.Torres) Chemnick, T.J.Greg. & Salas-Mor.
15. Dioon spinulosum Dyer ex Eichl.
16. Dioon stevensonii Nic.-Mor. & Vovides
17. Dioon tomasellii De Luca, Sabato & Vázq.Torres
18. Dioon vovidesii Gut.Ortega & Pérez-Farr.